# Robert George Broadwood
Robert George Broadwood (1862. – 1917. június 21.) brit katona, lovastiszt, altábornagy.

## Élete
1862-ben született. Thomas Broadwood és felesége, Mary Athlea Matthews harmadik fia volt a sorban és unokája volt, John Broadwood-nak, a Broadwood Zongora Társaság alapítójának.
1881-ben csatlakozott a 12. királyi Walesi lándzsás hadosztályhoz és dolgozott a központi katonai levéltárban is. Részt vett a Dongolai Expedícióban és egységével harcolt az 1896-os Mahdi-felkelés idején a lázadó muszlimok ellen. Részt vett az atbarai csatában és a kartumi csatában. Mint alezredes vett részt Lord Herbert Kitchener angol tábornok mellett az omdurmáni csatában. A mahdisták rohamot indítottak a Broadwood vezette jobbszárny ellen, de ő precíz hozzáértéssel megvédte a harcálláspontot és a csatát végül a britek nyerték. Ez után nem sokkal megkapta a török Oszmán Rend negyedik fokozatát.
Miután kitört a második búr háború, ő is a részt vett a csatákban. Most már mint dandártábornok vezette katonáit a Sanna's Post-i csatában a búrok ellen, de a Christiaan de Wet búr tábornok vezette erők vereséget mértek csapataira és több mint 155 embere halt hősi halált és több száz embere sebesült meg. 1903 és 1904. között a Dél-afrikai Natalban szolgált. 1906-ban a Dél-Kínában állomásozó brit erők parancsnoka.
1914-ben kitört az első világháború és az 57. hadosztály parancsnoka lett. Részt vett a második passchendaelei csatában 1916-ban és súlyosan megsebesült. 1917. június 21-én halt meg a csatában szerzett sérüléseiben. Az ún. Anzac temetőben nyugszik.

## Magánélete
Broadwood élete során nem házasodott meg, valószínűleg ez folyamatos katonai szolgálata miatt.